# Салават Јулајев (филм)
Салават Јулајев (рус. Салават Юлаев) совјетски је црно-бели историјски и биографски филм снимљен 1941. године у режији Јакова Протазанова. Темељи се на роману Степана Злобина, а насловни протагониста, чији лик тумачи Арслан Мубарјаков, јесте Салават Јулајев, башкирски песник и вођа који је у 18. веку заједно с Јемељеном Пугачовом водио борбу против руске царице Катарине Велике. Филм је данас познат по томе што је музику за њега написао знаменити јерменски композитор Арам Хачатурјан.